# Legamento gastro-lienale
Il legamento gastro-lienale o gastro-splenico è un legamento che mantiene in sede la milza, costituendone un importante mezzo di fissità. Si tratta di una lamina peritoneale formata da due foglietti sierosi che, in corrispondenza della milza, si sdoppiano per avvolgerla.

## Anatomia macroscopica
È tesa dall'ilo della milza al fondo dello stomaco, e rappresenta uno dei punti in cui il peritoneo si stacca dalla milza per avvolgere altri organi, in questo caso lo stomaco. Continua con un altro importante legamento, il grande omento, che prende attacco sulla milza e sulla grande curvatura dello stomaco, per poi portarsi caudalmente e ventralmente vicino alla vescica, avvolgendo le anse intestinali e fornendo loro una protezione.
Il foglietto profondo quindi torna indietro e continua sia lateralmente sia caudalmente con il foglietto superficiale, dando origine alla "borsa omentaria". Il foglietto profondo si porta caudalmente nei pressi dello stomaco, per poi dirigersi dorsalmente addossandosi al pancreas.

## Altri animali
Nei ruminanti il legamento gastro-lienale non è presente ed è sostituito da una superficie di aderenza tra la milza e il sacco dorsale del rumine.